# Перелісна Катерина Федорівна
Катерина Федорівна Глянько (2 грудня 1902 – 4 листопада 1995), в шлюбі Попова — українська письменниця. Псевдоніми і криптоніми — Катерина Перелісна, М. Донченко, М. Дичка, Л. Кіс, К. П., П. К., О. М., Клим Пищик. 
Патронка пластового куреня у Харкові, заснованого 14 вересня 2018 року. Хустка цього куреня має 2 кольори: світло-рожевий (символ ніжності та пристрасті, асоціюється з романтикою, свіжістю та витонченістю) і темно-зелений (символізує людей із сильним характером і впевнених у собі, старанних, небайдужих, добрих та щедрих). Символ куреня - рожева троянда.

## З біографії
Народилася 2 грудня 1902 р. на околиці Харкова в родині робітника. Закінчила гімназію ім. Б. Грінченка, потім Харківський інститут народної освіти. У 1919-1931 рр. друкувалася в харківських журналах і газетах. У 1931 р. був репресований чоловік, що очолював Український інститут педагогіки. Перелісна втратила роботу, в 1942 р. прибула до Львова. Від переслідувань емігрувала з родиною на Захід, жила в Німеччині, потім у м. Чикаго (США). Доживала віку в старечому притулку, бо син помер раніше. Померла в 1995 р.

## Творчість
Авторка книжок «Одарка» (1927), «Євшан-зілля» (1946), «Для малят про звірят» (1952), «Ой, хто там?» (1954), «Три правди» (1967), «Моїй матусі» (1967), «Котикова пригода» (1973), «Віршів для дітей» (1992).
Окремі видання:
- Перелісна К. Вірші для дітей. — Хмельницький, 1992. — 52 с.

## Джерело
- Катерина Перелісна
- https://www.ukrlib.com.ua/bio/printit.php?tid=25906